# GENERATIONS (GENERATIONS from EXILE TRIBEのアルバム)
『GENERATIONS』（ジェネレーションズ）は、GENERATIONS from EXILE TRIBEの1枚目のオリジナルアルバム。2013年11月13日にrhythm zoneから発売された。

## 概要
グループ初のオリジナルアルバム。
CD+Blu-ray、CD+DVD、CDのみの3形態で発売。CD+Blu-rayとCD+DVDの初回生産限定盤には60Pブックレットがついたスペシャルパッケージ仕様。
デビューシングル「BRAVE IT OUT」から4thシングル「HOT SHOT」までの表題曲とカップリング曲を全曲収録。また、EXILE TRIBEとしてリリースしたシングル「BURNING UP」のGENERATIONS Versionなど、ほか新曲4曲を含む全16曲を収録。
DVD及びBlu-rayにはこれまでに発表したMusic Videoと、ドキュメント映像を収録。YouTubeにて公開されていた「Go On」のMusic Videoは今回が初収録。
オリコン週間アルバムランキング、Billboard Japan Top Albums Salesで首位獲得となった。首位はシングル・アルバムを通じてデビュー以来初のことであった。

## 収録曲

### CD
1. BRAVE IT OUT [3:13]
作詞：TomoMi、作曲：Jaakko Salovaara・Michelle Leonard・Drew Ryan Scott
  - デビューシングルの表題曲。
  - 日本テレビ系ドラマ『シュガーレス』主題歌
2. ANIMAL [3:45]
作詞：SUNNY BOY、作曲：Erik Lidbom・Jon Hallgren、編曲：Erik Lidbom
  - 2ndシングルの表題曲。
  - テレビ朝日系『お願い!ランキング』2013年1月度エンディングテーマ
3. Go On [3:31]
作詞：岡田マリア、作曲：ZETTON・FAST LANE・CHRIS HOPE・J FAITH
  - EXILE TRIBEの2ndシングルのカップリング曲。
4. to the STAGE [3:37]
作詞：mk*、作曲：Erik Lidbom・Jeff Miyahara
  - AbemaTV『GENERATIONS高校TV』オープニングテーマ
5. 今、風になって [4:22]
作詞：ARIKA、作曲・編曲：Pochi
  - 2ndシングルのカップリング曲。
6. LET ME FLY [3:35]
作詞：P.O.S.、作曲：BACHLOGIC・SHIKATA・ERIK LIDBOM
  - デビューシングルのカップリング曲。
7. My Eyes On You [4:01]
作詞：SHIROSE、作曲：BACHLOGIC・Mats Lie Skare・SHIROSE
  - 3rdシングルのカップリング曲。
8. ECHO [4:30]
作詞：SHIKATA、作曲：Mats Lie Skare・SHIKATA
  - デビューシングルのカップリング曲。
  - 近鉄パッセ「Pass'e大感謝祭」CMソング
9. 片想い [5:00]
作詞：EXILE ATSUSHI、作曲：江上浩太郎、編曲：Pochi
  - デビューシングルのカップリング曲。
10. Into You [4:18]
作詞：岡田マリア、作曲：SKY BEATZ・FAST LANE・Chris Hope・J Faith
  - 4thシングルのカップリング曲。
  - サマンサタバサ「Samantha×カワイイ×Art」TV CMソング
11. Love You More [4:49]
作詞：岡田マリア、作曲：SKY BEATZ・SHIKATA・Chris Hope・J Faith
  - 3rdシングルの表題曲。
  - サマンサタバサ「Samantha×カワイイ×Art」TVCMソング
12. Fallin' [3:38]
作詞：岡田マリア、作曲：ZETTON・FAST LANE・CHRIS HOPE・J FAITH
13. BELIEVE IN YOURSELF [4:22]
作詞：SOU、作曲：KASUMI・SOU、編曲：KASUMI・SOU・春川仁志
14. HOT SHOT [4:05]
作詞：SUNNY BOY、作曲：Ricky Hanley・Kevin Charge・Hide Nakamura
  - 4thシングルの表題曲。
  - テレビ朝日系『お願い!ランキング』2013年10月度エンディングテーマ
15. いつか晴れ渡る空の下で [5:59]
作詞・作曲：Safari Natsukawa・春川仁志、編曲：春川仁志
16. BURNING UP -GENERATIONS Version- [Bonus Track] [3:58]
作詞：bag o'pound、作曲：SMIDI・SIRIUS、編曲：SMIDI
  - EXILE TRIBE 2ndシングルの表題曲。片寄涼太と数原龍友の2人のみの歌唱。オリジナルに比べて歌詞が大幅に変更されている。

### Blu-ray / DVD
1. BRAVE IT OUT（Music Video）
2. 片想い（Music Video）
3. ANIMAL（Music Video）
4. Love You More（Music Video）
5. Go On（Music Video）
6. HOT SHOT（Music Video）
7. GENERATIONS from EXILE TRIBE Document Movie